# I Love You, Daddy
I Love You, Daddy je americký hraný film z roku 2017. Natočil jej komik Louis C.K. podle vlastního scénáře a rovněž v něm hrál hlavní roli. Další role ztvárnili například Chloë Moretzová, Pamela Adlon, Rose Byrne a John Malkovich. 
Premiéra filmu proběhla 9. září 2017 na 42. ročníku Torontského mezinárodního filmového festivalu. Zde získala na distribuci práva společnost The Orchard. Snímek měl být uveden do kin v listopadu toho roku, avšak nakonec se tak nestalo. Louis C.K. následně v prosinci 2017 odkoupil od společnosti The Orchard zpět distribuční práva.

## Ocenění a nominace
| Ocenění                                       | Datum         | Kategorie                                     | Nominovaný                                    | Výsledek  |
| --------------------------------------------- | ------------- | --------------------------------------------- | --------------------------------------------- | --------- |
| Alliance of Women Film Journalists EDA Awards | 9. ledna 2018 | Největší věkový rozdíl mezi partnery ve filmu | Chloe Grace Moretz a John Malkovich           | vítězství |
| Alliance of Women Film Journalists EDA Awards | 9. ledna 2018 | Síň studu                                     | Louis C.K. a všichni co byli spojeni s filmem | nominace  |